# Peguera
Peguera är en ort i Spanien.   Den ligger i regionen Balearerna, i den östra delen av landet, 500 km öster om huvudstaden Madrid. Peguera ligger 8 meter över havet och antalet invånare är 3 961. Den ligger på ön Mallorca.
Terrängen runt Peguera är kuperad norrut, men söderut är den platt. Havet är nära Peguera åt sydväst.  Närmaste större samhälle är Palma de Mallorca, 17,7 km öster om Peguera. 